# Ronny Deila
Ronny Deila (ur. 21 września 1975 w Porsgrunn) – norweski trener oraz piłkarz występujący na pozycji obrońcy. Wychowanek Urædd, w swojej karierze grał także w takich zespołach jak Odds, Viking, Strømsgodset oraz Sparta/Bragerøen. Jako szkoleniowiec prowadził Brodd oraz Strømsgodset. Ma za sobą grę w młodzieżowych reprezentacjach Norwegii.

## Sukcesy

### Odd
- Puchar Norwegii: 2000

### Strømsgodset
- Puchar Norwegii: 2010

### Celtic
- Mistrzostwo Szkocji: 2014/15, 2015/16
- Puchar Ligi Szkockiej: 2014/15

### Indywidualne
- Nagroda Kniksena dla trenera roku: 2013